# Dor hashalom
Dor hashalom est une association belge de jeunes, en majorité juifs, fondée en 2002. Elle a pour but de défendre une paix juste au Proche-Orient fondée sur la reconnaissance mutuelle entre Israéliens et Palestiniens.
L’association entend réaliser son objet social d’une part en soutenant les acteurs qui agissent dans ce sens en Israël et, d’autre part en défendant le principe d’une telle paix au sein de la société belge en général et de la communauté juive de Belgique en particulier. L'association revendique son indépendance d'esprit et d'action en n'étant affiliée à aucune organisation.
Ses actions vont de la publication d'articles d'opinion dans la presse, à l'organisation de conférences et de séminaires à destination des jeunes en particulier.

## Publications
- Gaza : l'impasse de la force in Le Soir, 15 janvier 2009
- Renoncer à la force in Le Soir, 16 août 2006
- Garder le cap Genève in La Libre Belgique, 3 juin 2005
- L'appel pour la paix in Le Soir, 23 mai 2002

## L'appel "pour la paix", Le Soir du 2 mai 2002
L’appel "Pour la paix"
Nous, jeunes juifs attachés à Israël, nous sentons solidaires du peuple israélien dans les heures difficiles qu’il traverse aujourd’hui : la dégradation dramatique de la situation économique, la peur qui est omniprésente et bien sûr les terribles attentats qui ont frappé le pays.
Nous voulons rappeler ici que le terrorisme à l’égard des civils israéliens n'a aucune justification ni aucune excuse. Violence aveugle, il sème la douleur et la peur dans la population israélienne, et ne fait qu'entretenir les extrémismes et les irrédentismes des deux bords. En s'attaquant aux fondements de la démocratie, il n'a qu'un but : pousser à l'irrémédiable, en créant une haine irréversible entre les deux peuples. C'est pourquoi nous sommes en droit d'attendre de tous les acteurs palestiniens, prétendant vouloir avancer vers une solution pacifique, qu'ils dénoncent et combattent ce terrorisme.
Nous, Juifs attachés à Israël, héritiers d’une tradition juive porteuse d’humanisme et d’universalité sommes consternés par l’analyse manichéenne des uns et par le repli aveugle des autres. Assez de remords et d’hésitations, osons le proclamer, la sécurité de l’État d’Israël, sa consolidation et son épanouissement passent aussi par la fin de l’occupation. Aujourd’hui, soutenir Israël, de nos amis de Tel-Aviv à nos familles de Jérusalem, c’est porter un message de paix et de compromis. 
C’est dans cette optique que nous exprimons ici notre opposition à la politique menée par le gouvernement israélien actuel. En effet, notre solidarité avec le peuple d’Israël ne nous empêche pas d’être sensibles aux souffrances du peuple palestinien et aux conséquences humanitaires dramatiques et moralement injustifiables des opérations militaires menées dans les territoires occupés. Cette fuite en avant dans la répression n'ouvre aucune perspective politique et enfonce, chaque jour un peu plus, les peuples de la région dans une logique barbare, de violence et de vengeance. 
Au-delà de ce drame, il faut oser clamer que la poursuite de l’occupation militaire des territoires, au nom du projet expansionniste d’une minorité de colons extrémistes, sape les fondements moraux de l’entreprise sioniste et sacrifie tant le présent que l'avenir de la jeunesse d'Israël. Comme le disait Yitzhak Rabin quelques heures avant d’être assassiné : « L’aspiration du peuple juif n’a jamais été d’en dominer un autre » ! 
Seul un retour aux propositions émises à Camp David et à Taba, qui impliquent la renonciation par les deux parties aux mythes et aux illusions, permettrait de rompre l'engrenage de la violence, et obligerait chacun à se déterminer en faveur d'une vraie dynamique de paix.
En effet, dans ces temps où la colère et la haine semblent dominer les discours de part et d’autre, nous voulons rappeler qu’il n’y a pas de sécurité hors de la paix, qu’il n’y aura pas de paix sans justice, que la justice suppose l’évacuation des territoires occupés, le démantèlement des colonies et la reconnaissance du droit à l’existence de deux États, Israélien et Palestinien, vivant côte à côte dans le respect mutuel.
Ce message de paix sera transmis a l'ambassadeur d'Israël le mercredi 8 mai, avant la grande manifestation pour la paix organisé à Tel-Aviv (kikar Rabin) afin de marquer notre soutien à ceux qui comme Shalom Archav, Gush Shalom, Tayush, Meretz ou la coalition israélo-palestinienne Time for Peace menée par Yossi Beilin, Yossi Sarid et Yasser Abed Rabbo, luttent courageusement sur le terrain pour une solution de compromis, dans le respect des aspirations légitimes des deux peuples.

IL N'Y A PAS DE PAIX SANS SECURITE !
IL N'Y A PAS DE SECURITE SANS PAIX !
IL N'Y A PAS DE PAIX DURABLE DANS L'INJUSTICE !